# Longmesnil
Longmesnil é uma comuna francesa na região administrativa da Normandia, no departamento de Sena Marítimo. Estende-se por uma área de 3,77 km². Em 2010 a comuna tinha 50 habitantes (densidade: 13,3 hab./km²).